# The Troubadour (Los Angeles)
The Troubadour er en natklub i Vesthollywood, Californien, USA.
Klubben blev grundlagt i 1957 af Doug Weston. I 1960'erne var det et stort samlingssted for folkemusikere senere singer-songwritere og rockmusikere.
The Troubadour har spillet en vigtig rolle for artister som Elton John, Linda Ronstadt, Hoyt Axton, The Eagles, The Byrds, Joni Mitchell, James Taylor, Carole King, Bonnie Raitt, J.D. Souther, Jackson Browne, Van Morrison og Buffalo Springfield. F.eks. var det på denne klub, at Elton John havde sin første optræden i USA.
I slutningen af 1970'erne og begyndelsen af 80'erne var det genrer som New Wave og punk, der cirkulerede på The Troubadours scene. I 1980'erne blev klubben ligefrem synonym med heavy metal, hvor bands som Mötley Crüe, Guns N' Roses og W.A.S.P. optrådte. Guns N' Roses spillede endda deres første show på The Troubadour, og blev her også opdaget af David Geffen A&Rs udsending.

## Fodnoter
1. ↑  Oliver, Myrna, "Doug Weston, Troubadour Founder, Dies". Los Angeles Times, 15. februar, 1999
2. ↑  "Doug Weston Of Troubadour Dies", The Hollywood Reporter, Torsdag d. 16. februar, 1999

34°04′53″N 118°23′20″V / 34.0814°N 118.389°V